# Ambiky
Ambiky is een plaats en gemeente in Madagaskar gelegen in het district Belo sur Tsiribihina van de regio Menabe. In 2001 telde de plaats bij de volkstelling ongeveer 2000 inwoners.
In de plaats is basisonderwijs beschikbaar. 65% van de bevolking is landbouwer en 34% houdt zich bezig met veeteelt. Het belangrijkste gewas is rijst, maar er wordt ook cassave en zoete aardappelen verbouwd. 1% van de bevolking is werkzaam in de dienstensector.